# Anne-Marie Lagrange
Anne-Marie Lagrange (Rhône-Alpes, 12 marzo 1962) è un'astrofisica francese.
Ha ricevuto numerosi premi scientifici e decorazioni onorarie, tra cui la Legion d'onore ed è membro dell'Accademia francese delle scienze dal 2013.

## Biografia
Figlia di un impiegato dell'EDF e di una sarta, è nipote di contadini e agricoltori del Jura.
All'età di cinque anni, suo padre fu trasferito nel dipartimento dell'Ain e la famiglia si trasferì a Ceyzérieu dove Anne-Marie frequentò la scuola elementare. frequentò in seguito il college a Culoz e poi il Lycée du Bugey a Belley.

## Ricerca
Il lavoro di Lagrange si concentra sulla ricerca e lo studio di sistemi planetari extrasolari. Dagli anni '90, ha iniziato a cercare pianeti extrasolari usando l'imaging diretto utilizzando nuove ottiche adattive. Negli anni 2000, la sua ricerca si è concentrata sullo studio dei pianeti giganti attorno alle giovani stelle. Nel 2005, ha fatto la prima osservazione diretta di un pianeta extrasolare attorno a una nana bruna usando l'ottica adattiva profonda. Lagrange ha indagato anche sull'impatto dell'attività stellare sulla rilevabilità dei pianeti.

### Scoperta dell'esopianeta Beta Pictoris b

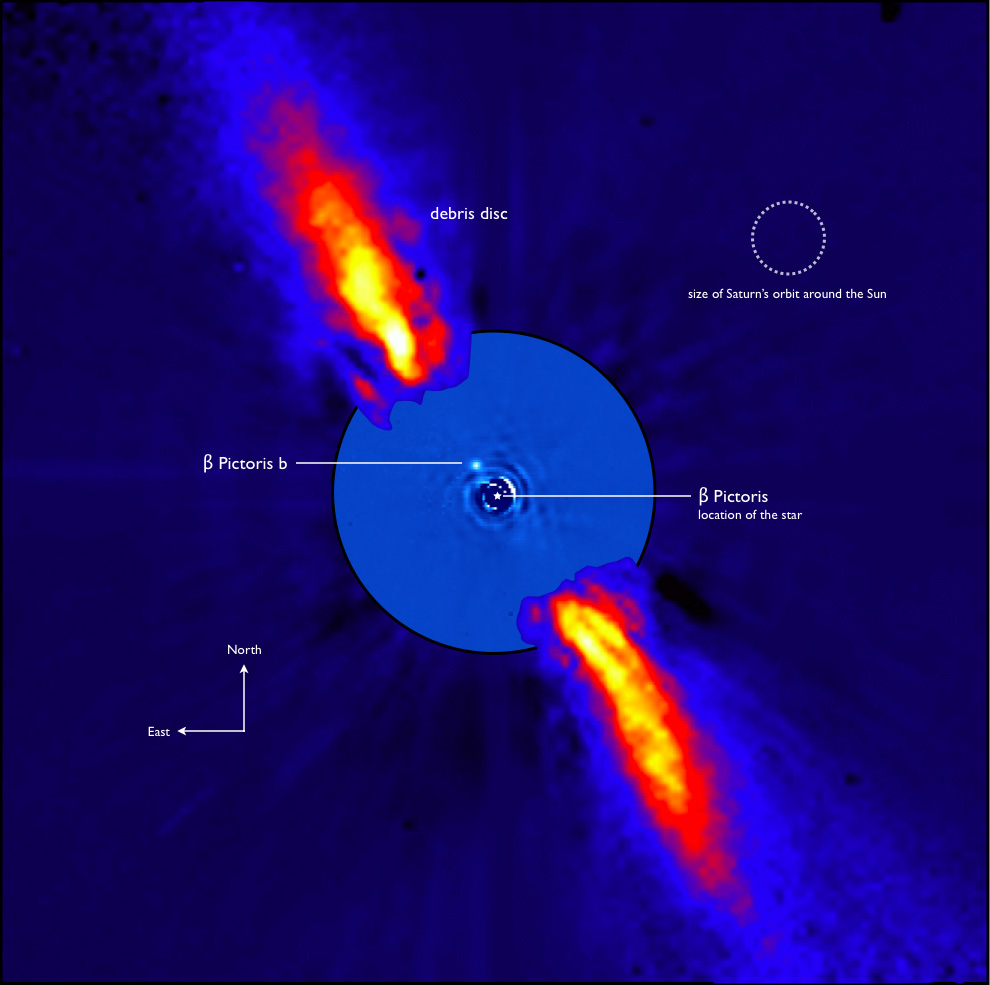
Immagine composita del sistema Beta Pictoris come visualizzato nell'infrarosso

Lagrange ha dedicato gran parte della sua carriera all'analisi della stella Beta Pictoris nella costellazione del Pittore. Durante la sua tesi negli anni '80, ha studiato il disco di detriti che era appena stato scoperto attorno a questa stella. Diversi elementi indicavano la presenza di un enorme pianeta, ma la comunità scientifica era rimasta scettica. Tuttavia, negli anni 2000, Lagrange ha fatto diverse osservazioni del disco di detriti usando l'ottica adattiva accoppiata con l'imaging diretto usando uno spettrometro a infrarossi vicini montato sul Very Large Telescope (VLT) dell'Osservatorio europeo australe (ESO). Il 18 novembre 2008, dopo aver elaborato i dati acquisiti nel 2003 utilizzando l'imaging differenziale delle stelle di riferimento e i moderni strumenti di elaborazione delle immagini, Lagrange ha scoperto l'esopianeta Beta Pictoris b che orbita intorno alla stella, confermando le sue previsioni precedenti.

## Premi
Lagrange ha ricevuto numerosi premi durante la sua carriera accademica, tra i quali:
- Medaglia di bronzo Centre national de la recherche scientifique (CNRS), 1994
- Premio Deslandres dell'Accademia francese delle scienze, 2003
- Medaglia della Joseph Fourier University, 2004
- Cavaliere della Legion d'onore, 2010
- Premio Irène Joliot-Curie, categoria scienziata dell'anno, 2011
- Membro della Accademia francese delle scienze, 2013
- Ordine nazionale al merito, 2015

## Opere
- (FR) Anne-Marie Lagrange, Observer le ciel de nuit, collana Carnet du jeune Robinson, Paris, Nathan, 1998, ISBN 2-09-240365-6, bnf:37026346 ..
- (FR) Anne-Marie Lagrange, Fascicule d'astronomie pour les jeunes, Nathan, 1999..
- (FR) Anne-Marie Lagrange, Serge Brunier, Les grands observatoires du monde, Paris, Éditions Bordas, 2002,  pp. 240, ISBN 2-04-760026-X, bnf:38967669 ..
- (FR) Anne-Marie Lagrange, Pierre Léna e Hervé Dole, L'observation en astronomie, Paris, Éditions Ellipses, 2009,  pp. 207, ISBN 978-2-7298-4086-0, bnf:41353630 ..